# Kadriorg
Kadriorg (v estonščini " Katarinina dolina") je podokrožje v okrožju Kesklinn v Talinu, glavnem mestu Estonije. Ima 4.561 prebivalcev. Ime podokrožja izhaja iz Catherinethal, baročne palače Katarine I. Ruske. Je ena najbogatejših sosesk v Estoniji.
Kadriorg je znan po palači Kadriorg in okoliškem parku Kadriorg, ki ga je dal zgraditi ruski car Peter Veliki. Danes je v parku več muzejev, vključno z Umetnostnim muzejem Kadriorg (podružnica Umetnostnega muzeja Estonije v palači Kadriorg), Umetnostnim muzejem Kumu, Muzejem Mikkel, Muzejem Petra Velikega in Muzejem Eduarda Vildeja. V bližini, blizu morja, je spomenik Rusalka, ki zaznamuje izgubo ruske vojne ladje leta 1893.
Poleg palače Kadriorg v parku se nahaja uradna rezidenca predsednika Estonije, kjer so tudi panji s slovensko kranjsko čebelo.

## Galerija
- Palača Kadriorg
- Predsedniška palača
- Stadion Kadrioru

- Festival estonske pesmi (Laulupidu) na prizorišču festivala pesmi v Talinu .
- Ruski spomenik Rusalka
- Zabaviščni park Luna Luna